# Schultesianthus
Schultesianthus  es un género de plantas con flores perteneciente a la subfamilia Solanoideae, incluida en la familia de las solanáceas (Solanaceae). Comprende nueve especies descritas u de estas, solo 7 aceptadas que se encuentran en las regiones neotropicales.

## Taxonomía
El género fue descrito por Armando Theodoro Hunziker y publicado en Kurtziana 10: 35–39. 1977. La especie tipo es: Schultesianthus leucanthus (Donn. Sm.) Hunz.	

## Especies aceptadas
- Schultesianthus coriaceus (Kuntze) Hunz.
- Schultesianthus crosbyanus (D'Arcy) S. Knapp
- Schultesianthus dudleyi Bernardello & Hunz.
- Schultesianthus leucanthus (Donn. Sm.) Hunz.
- Schultesianthus megalandrus (Dunal) Hunz.
- Schultesianthus uniflorus (Lundell) S. Knapp
- Schultesianthus venosus (Standl. & C.V. Morton) S. Knapp